# Rugney
Rugney és un municipi francès, situat al departament dels Vosges i a la regió del Gran Est. L'any 2007 tenia 135 habitants.

## Demografia

### Població
El 2007 la població de fet de Rugney era de 135 persones. Hi havia 44 famílies, de les quals 8 eren unipersonals (8 homes vivint sols), 4 parelles sense fills, 28 parelles amb fills i 4 famílies monoparentals amb fills.
La població ha evolucionat segons el següent gràfic:
Habitants censats

### Habitatges
El 2007 hi havia 49 habitatges, 46 eren l'habitatge principal de la família i 3 estaven desocupats. 41 eren cases i 8 eren apartaments. Dels 46 habitatges principals, 36 estaven ocupats pels seus propietaris, 9 estaven llogats i ocupats pels llogaters i 1 estava cedit a títol gratuït; 4 tenien dues cambres, 4 en tenien tres, 9 en tenien quatre i 29 en tenien cinc o més. 26 habitatges disposaven pel capbaix d'una plaça de pàrquing. A 20 habitatges hi havia un automòbil i a 23 n'hi havia dos o més.

### Piràmide de població
La piràmide de població per edats i sexe el 2009 era:
| Homes | Edats   | Dones |
| ----- | ------- | ----- |
| 0     | 95 o +  | 0     |
| 0     | 90 a 94 | 0     |
| 0     | 85 a 89 | 4     |
| 0     | 80 a 84 | 0     |
| 4     | 75 a 79 | 0     |
| 4     | 70 a 74 | 4     |
| 0     | 65 a 69 | 4     |
| 0     | 60 a 64 | 0     |
| 0     | 55 a 59 | 0     |
| 0     | 50 a 54 | 8     |
| 4     | 45 a 49 | 4     |
| 8     | 40 a 44 | 0     |
| 0     | 35 a 39 | 4     |
| 12    | 30 a 34 | 0     |
| 8     | 25 a 29 | 4     |
| 4     | 20 a 24 | 8     |
| 0     | 15 a 19 | 0     |
| 4     | 10 a 14 | 0     |
| 0     | 5 a 9   | 4     |
| 4     | 0 a 4   | 4     |

## Economia
El 2007 la població en edat de treballar era de 88 persones, 64 eren actives i 24 eren inactives. De les 64 persones actives 56 estaven ocupades (34 homes i 22 dones) i 8 estaven aturades (3 homes i 5 dones). De les 24 persones inactives 6 estaven jubilades, 5 estaven estudiant i 13 estaven classificades com a «altres inactius».
Activitats econòmiques
Dels 6 establiments que hi havia el 2007, 2 eren d'empreses de construcció, 1 d'una empresa de transport, 1 d'una empresa d'hostatgeria i restauració, 1 d'una entitat de l'administració pública i 1 d'una empresa classificada com a «altres activitats de serveis».
Dels 3 establiments de servei als particulars que hi havia el 2009, 2 eren lampisteries i 1 restaurant.
L'any 2000 a Rugney hi havia 8 explotacions agrícoles que ocupaven un total de 354 hectàrees.

## Poblacions més properes
El següent diagrama mostra les poblacions més properes.